# Stanisław Łabendowicz
Stanisław Łabendowicz (ur. 25 stycznia 1954 w Końskich) – polski duchowny, dr hab., profesor nadzwyczajny Instytutu Teologii Pastoralnej i Katechetyki Wydziału Teologii Katolickiego Uniwersytetu Lubelskiego Jana Pawła II i Katedry Katechetyki Wydziału Teologicznego Uniwersytetu Kardynała Stefana Wyszyńskiego.

## Życiorys
Święcenia kapłańskie przyjął 6 czerwca 1981. W 1981 ukończył studia teologiczne na Katolickim Uniwersytecie Lubelskim, natomiast 3 czerwca 1993 obronił pracę doktorską pt. Formacja katechetów w Dokumentach Kościoła i literaturze katechetyczno-dydaktycznej po Soborze Watykańskim II, otrzymując doktorat, a potem otrzymał stopień doktora habilitowanego. Został zatrudniony na stanowisku adiunkta w Katedrze Teologii i Psychologii Pastoralnej na Wydziale Teologicznym Uniwersytetu Kardynała Stefana Wyszyńskiego, a także profesora nadzwyczajnego w Instytucie Teologii Pastoralnej i Katechetyki na Wydziale Teologii Katolickiego Uniwersytetu Lubelskiego Jana Pawła II i w Katedrze Katechetyki na Wydziale Teologicznego Uniwersytetu Kardynała Stefana Wyszyńskiego.
Objął stanowisko redaktora serii podręczników i pomocy katechetycznych do nauki religii pt. „Bóg jest miłością”, oraz katechetycznego kwartalnika pt. „Zeszyty Formacji Katechetów”.
Był kierownikiem Katedry Katechetyki i kuratorem Katedry Teologii i Psychologii Pastoralnej Wydziału Teologicznego Uniwersytetu Kardynała Stefana Wyszyńskiego.

## Publikacje
- 2009: Metody pracy zespołowej w katechezie[2]
- 2009: Kapłan w służbie Słowa Bożego[2]
- 2009: Przygotowanie do małżeństwa i życia w rodzinie[2]